# 441 Bathilde
A 441 Bathilde (ideiglenes jelöléssel 1898 ED) a Naprendszer kisbolygóövében található aszteroida. Auguste Charlois fedezte fel 1898. december 8-án.